# Лазарева, Ксения Владимировна
Ксения Владимировна Лазарева (родилась 23 июня 1992 года в Москве) — российская футболистка, защитник.

## Карьера
Дебютировала в чемпионате России за «Измайлово» в сезоне 2011/12 и провела 14 игр. 26 мая 2013 приняла участие в финале Кубка России против «Звезды-2005» (1:2), выйдя на поле на 103-й минуте вместо Ирины Чукисовой. Всего провела в команде четыре сезона, сыграв 43 матча в высшей лиге России.
19 апреля 2015 года дебютировала за «Чертаново» в первом туре чемпионата России против «Кубаночки» и провела полный матч. 13 июня в матче против «Звезды-2005» на 79 минуте впервые в своей карьере была удалена с поля за две желтых карточек, полученных на 37 и 79 минутах матча. За три сезона в «Чертаново» сыграла 36 матчей в чемпионате страны. В 2017 году команда стала финалистом Кубка России.
В сезоне 2018 года выступала за московский ЦСКА. В начале 2019 года перешла в «Енисей». 5 сентября 2019 года забила свой первый гол в высшей лиге в ворота ижевского «Торпедо». В 2021 году перешла в «Рязань-ВДВ», где выходила на поле только в первой половине сезона, сыграв 13 матчей.
3 года играла за свой университет в мини-футбол[прояснить].
В 2011 году в составе молодёжной сборной России (до 19 лет) приняла участие на молодёжном чемпионате Европы среди 19-летних и провела 2 матча. Всего за сборную этого возраста сыграла 8 матчей.

## Достижения
- Финалистка Кубка России (2): 2013, 2017